# Lista amerykańskich senatorów ze stanu Wisconsin
Lista amerykańskich senatorów ze stanu Wisconsin – senatorzy wybrani ze stanu Wisconsin.
Stan Wisconsin został włączony do Unii 29 maja 1848 roku. Posiada prawo do mandatów senatorskich 1. i 3. klasy. Do 8 kwietnia 1913 roku (ratyfikowania 17. poprawki do Konstytucji) senatorowie byli wybierani przez stanowy parlament. Od tego czasu wybierani są w wyborach powszechnych.

## 1. Klasa
| Lp.   | Imię i nazwisko      | Imię i nazwisko                                  | Od               | Do               | Partia               | Kadencja                                                           | Uwagi                                                         |
| ----- | -------------------- | ------------------------------------------------ | ---------------- | ---------------- | -------------------- | ------------------------------------------------------------------ | ------------------------------------------------------------- |
| 1     | Henry Dodge          |                                                  | 8 czerwca 1848   | 4 marca 1857     | Partia Demokratyczna | 1                                                                  | Wybrany w 1848                                                |
| 1     | Henry Dodge          | 2                                                | 8 czerwca 1848   | 4 marca 1857     | Partia Demokratyczna | Reelekcja w 1851 Nie starał się o reelekcję w 1857                 |                                                               |
| 2     | James Rood Doolittle |                                                  | 4 marca 1857     | 4 marca 1869     | Partia Republikańska | 3                                                                  | Wybrany w 1857                                                |
| 2     | James Rood Doolittle | 4                                                | 4 marca 1857     | 4 marca 1869     | Partia Republikańska | Reelekcja w 1863                                                   |                                                               |
| 3     | Matthew H. Carpenter |                                                  | 4 marca 1869     | 4 marca 1875     | Partia Republikańska | 5                                                                  | Wybrany w 1868 lub 1869 Przegrał wybory w 1875                |
| 4     | Angus Cameron        |                                                  | 4 marca 1875     | 4 marca 1881     | Partia Republikańska | 6                                                                  | Wybrany w 1875 Nie starał się o reelekcję w 1881              |
| 5     | Philetus Sawyer      |                                                  | 4 marca 1881     | 4 marca 1893     | Partia Republikańska | 7                                                                  | Wybrany w 1881                                                |
| 5     | Philetus Sawyer      | 8                                                | 4 marca 1881     | 4 marca 1893     | Partia Republikańska | Reelekcja w 1887                                                   |                                                               |
| 6     | John L. Mitchell     |                                                  | 4 marca 1893     | 4 marca 1899     | Partia Demokratyczna | 9                                                                  | Wybrany w 1893 Nie starał się o reelekcję w 1899              |
| 7     | Joseph V. Quarles    |                                                  | 4 marca 1899     | 4 marca 1905     | Partia Republikańska | 10                                                                 | Wybrany w 1899 Nie starał się o reelekcję                     |
| Wakat | Wakat                | Wakat                                            | 4 marca 1905     | 2 stycznia 1906  |                      | 11                                                                 | Wybrany senator pełnił również urząd gubernatora              |
| 8     | Robert La Follette   |                                                  | 2 stycznia 1906  | 18 czerwca 1925  | Partia Republikańska | 11                                                                 | Wybrany w 1905                                                |
| 8     | Robert La Follette   | 12                                               | 2 stycznia 1906  | 18 czerwca 1925  | Partia Republikańska | Reelekcja w 1911                                                   |                                                               |
| 8     | Robert La Follette   | 13                                               | 2 stycznia 1906  | 18 czerwca 1925  | Partia Republikańska | Reelekcja w 1916                                                   |                                                               |
| 8     | Robert La Follette   | 14                                               | 2 stycznia 1906  | 18 czerwca 1925  | Partia Republikańska | Reelekcja w 1922 Zmarł w trakcie pełnienia urzędu w 1925           |                                                               |
| Wakat | Wakat                | Wakat                                            | 18 czerwca 1925  | 30 września 1925 |                      | 14                                                                 |                                                               |
| 9     | Robert La Follette   |                                                  | 30 września 1925 | 3 stycznia 1947  |                      |                                                                    |                                                               |
| 9     | Robert La Follette   | Partia Republikańska (do 1934; ponownie od 1946) | 30 września 1925 | 3 stycznia 1947  | 14                   | Wybrany do dokończenia kadencji ojca w wyborach specjalnych w 1925 |                                                               |
| 9     | Robert La Follette   | Partia Republikańska (do 1934; ponownie od 1946) | 30 września 1925 | 3 stycznia 1947  | 15                   | Reelekcja w 1928                                                   |                                                               |
| 9     | Robert La Follette   | Wisconsin Progressive Party                      | 30 września 1925 | 3 stycznia 1947  | 16                   | Reelekcja w 1934                                                   |                                                               |
| 9     | Robert La Follette   | Wisconsin Progressive Party                      | 30 września 1925 | 3 stycznia 1947  | 17                   | Reelekcja w 1940 Przegrał prawybory Partii Republikańskiej w 1946  |                                                               |
| 10    | Joseph McCarthy      |                                                  | 3 stycznia 1947  | 2 maja 1957      | Partia Republikańska | 18                                                                 | Wybrany w 1946                                                |
| 10    | Joseph McCarthy      | 19                                               | 3 stycznia 1947  | 2 maja 1957      | Partia Republikańska | Reelekcja w 1952 Zmarł w trakcie pełnienia urzędu w 1957           |                                                               |
| Wakat | Wakat                | Wakat                                            | 2 maja 1957      | 27 sierpnia 1957 |                      | 19                                                                 |                                                               |
| 11    | William Proxmire     |                                                  | 28 sierpnia 1957 | 3 stycznia 1989  | Partia Demokratyczna | 19                                                                 | Wybrany do dokończenia kadencji w wyborach specjalnych w 1957 |
| 11    | William Proxmire     | 20                                               | 28 sierpnia 1957 | 3 stycznia 1989  | Partia Demokratyczna | Reelekcja w 1958                                                   |                                                               |
| 11    | William Proxmire     | 21                                               | 28 sierpnia 1957 | 3 stycznia 1989  | Partia Demokratyczna | Reelekcja w 1964                                                   |                                                               |
| 11    | William Proxmire     | 22                                               | 28 sierpnia 1957 | 3 stycznia 1989  | Partia Demokratyczna | Reelekcja w 1970                                                   |                                                               |
| 11    | William Proxmire     | 23                                               | 28 sierpnia 1957 | 3 stycznia 1989  | Partia Demokratyczna | Reelekcja w 1976                                                   |                                                               |
| 11    | William Proxmire     | 24                                               | 28 sierpnia 1957 | 3 stycznia 1989  | Partia Demokratyczna | Reelekcja w 1982 Nie starał się o reelekcję w 1988                 |                                                               |
| 12    | Herb Kohl            |                                                  | 3 stycznia 1989  | 3 stycznia 2013  | Partia Demokratyczna | 25                                                                 | Wybrany w 1988                                                |
| 12    | Herb Kohl            | 26                                               | 3 stycznia 1989  | 3 stycznia 2013  | Partia Demokratyczna | Reelekcja w 1994                                                   |                                                               |
| 12    | Herb Kohl            | 27                                               | 3 stycznia 1989  | 3 stycznia 2013  | Partia Demokratyczna | Reelekcja w 2000                                                   |                                                               |
| 12    | Herb Kohl            | 28                                               | 3 stycznia 1989  | 3 stycznia 2013  | Partia Demokratyczna | Reelekcja w 2006 Nie starał się o reelekcję w 2012                 |                                                               |
| 13    | Tammy Baldwin        |                                                  | 3 stycznia 2013  | nadal            | Partia Demokratyczna | 29                                                                 | Wybrana w 2012                                                |
| 13    | Tammy Baldwin        | 30                                               | 3 stycznia 2013  | nadal            | Partia Demokratyczna | Reelekcja w 2018                                                   |                                                               |
| 13    | Tammy Baldwin        | 31                                               | 3 stycznia 2013  | nadal            | Partia Demokratyczna | Reelekcja w 2024                                                   |                                                               |

## 3. Klasa
| Lp.   | Imię i nazwisko       | Imię i nazwisko | Od                   | Do                   | Partia               | Kadencja                                                       | Uwagi |
| ----- | --------------------- | --------------- | -------------------- | -------------------- | -------------------- | -------------------------------------------------------------- | --- |
| 1     | Isaac P. Walker       |                 | 8 czerwca 1848       | 4 marca 1855         | Partia Demokratyczna | 1                                                              | Wybrany w 1848 |
| 1     | Isaac P. Walker       | 2               | 8 czerwca 1848       | 4 marca 1855         | Partia Demokratyczna | Reelekcja w 1849 Nie starał się o reelekcję w 1854             | |
| 2     | Charles Durkee        |                 | 4 marca 1855         | 4 marca 1861         | Partia Republikańska | 3                                                              | Wybrany w 1854 |
| 3     | Timothy O. Howe       |                 | 4 marca 1861         | 4 marca 1879         | Partia Republikańska | 4                                                              | Wybrany w 1861 |
| 3     | Timothy O. Howe       | 5               | 4 marca 1861         | 4 marca 1879         | Partia Republikańska | Reelekcja w 1866                                               | |
| 3     | Timothy O. Howe       | 6               | 4 marca 1861         | 4 marca 1879         | Partia Republikańska | Reelekcja w 1872 Przegrał wybory w 1879                        | |
| 4     | Matthew H. Carpenter  |                 | 4 marca 1879         | 24 lutego 1881       | Partia Republikańska | 7                                                              | Wybrany w 1879 Zmarł w trakcie pełnienia urzędu w 1881                                                                  |
| Wakat | Wakat                 | Wakat           | 24 lutego 1881       | 14 marca 1881        |                      | 7                                                              | |
| 5     | Angus Cameron         |                 | 14 marca 1881        | 4 marca 1885         | Partia Republikańska | 7                                                              | Wybrany do dokończenia kadencji w wyborach specjalnych w 1881 Nie starał się o wybór na pełną, 6-letnią kadencję w 1885 |
| 6     | John Coit Spooner     |                 | 4 marca 1885         | 4 marca 1891         | Partia Republikańska | 8                                                              | Wybrany w 1885 Przegrał wybory w 1890                                                                                   |
| 7     | William Freeman Vilas |                 | 4 marca 1891         | 4 marca 1897         | Partia Demokratyczna | 9                                                              | Wybrany w 1890 Przegrał wybory w 1897                                                                                   |
| 8     | John Coit Spooner     |                 | 4 marca 1897         | 30 kwietnia 1907     | Partia Republikańska | 10                                                             | Wybrany w 1897 |
| 8     | John Coit Spooner     | 11              | 4 marca 1897         | 30 kwietnia 1907     | Partia Republikańska | Reelekcja w 1903 Zrezygnował w trakcie trwania kadencji w 1907 | |
| Wakat | Wakat                 | Wakat           | 30 kwietnia 1907     | 17 maja 1907         |                      | 11                                                             | |
| 9     | Isaac Stephenson      |                 | 17 maja 1907         | 4 marca 1915         | Partia Republikańska | 11                                                             | Wybrany do dokończenia kadencji w wyborach specjalnych w 1907                                                           |
| 9     | Isaac Stephenson      | 12              | 17 maja 1907         | 4 marca 1915         | Partia Republikańska | Reelekcja w 1909 Nie starał się o reelekcję w 1914             | |
| 10    | Paul O. Husting       |                 | 4 marca 1915         | 21 października 1917 | Partia Demokratyczna | 13                                                             | Wybrany w 1914 Zmarł w trakcie pełnienia urzędu w 1917                                                                  |
| Wakat | Wakat                 | Wakat           | 21 października 1917 | 18 kwietnia 1918     |                      | 13                                                             | |
| 11    | Irvine Lenroot        |                 | 18 kwietnia 1918     | 4 marca 1927         | Partia Republikańska | 13                                                             | Wybrany do dokończenia kadencji w wyborach specjalnych w 1918                                                           |
| 11    | Irvine Lenroot        | 14              | 18 kwietnia 1918     | 4 marca 1927         | Partia Republikańska | Reelekcja w 1920 Przegrał prawybory w 1926                     | |
| 12    | John J. Blaine        |                 | 4 marca 1927         | 4 marca 1933         | Partia Republikańska | 15                                                             | Wybrany w 1926 Przegrał prawybory w 1932                                                                                |
| 13    | F. Ryan Duffy         |                 | 4 marca 1933         | 3 stycznia 1939      | Partia Demokratyczna | 16                                                             | Wybrany w 1932 Przegrał wybory w 1938                                                                                   |
| 14    | Alexander Wiley       |                 | 3 stycznia 1939      | 3 stycznia 1963      | Partia Republikańska | 17                                                             | Wybrany w 1938 |
| 14    | Alexander Wiley       | 18              | 3 stycznia 1939      | 3 stycznia 1963      | Partia Republikańska | Reelekcja w 1944                                               | |
| 14    | Alexander Wiley       | 19              | 3 stycznia 1939      | 3 stycznia 1963      | Partia Republikańska | Reelekcja w 1950                                               | |
| 14    | Alexander Wiley       | 20              | 3 stycznia 1939      | 3 stycznia 1963      | Partia Republikańska | Reelekcja w 1956 Przegrał wybory w 1962                        | |
| 15    | Gaylord Nelson        |                 | 3 stycznia 1963      | 3 stycznia 1981      | Partia Demokratyczna | 21                                                             | Wybrany w 1962 |
| 15    | Gaylord Nelson        | 22              | 3 stycznia 1963      | 3 stycznia 1981      | Partia Demokratyczna | Reelekcja w 1968                                               | |
| 15    | Gaylord Nelson        | 23              | 3 stycznia 1963      | 3 stycznia 1981      | Partia Demokratyczna | Reelekcja w 1974 Przegrał wybory w 1980                        | |
| 16    | Bob Kasten            |                 | 3 stycznia 1981      | 3 stycznia 1993      | Partia Republikańska | 24                                                             | Wybrany w 1980 |
| 16    | Bob Kasten            | 25              | 3 stycznia 1981      | 3 stycznia 1993      | Partia Republikańska | Reelekcja w 1986 Przegrał wybory w 1992                        | |
| 17    | Russ Feingold         |                 | 3 stycznia 1993      | 3 stycznia 2011      | Partia Demokratyczna | 26                                                             | Wybrany w 1992 |
| 17    | Russ Feingold         | 27              | 3 stycznia 1993      | 3 stycznia 2011      | Partia Demokratyczna | Reelekcja w 1998                                               | |
| 17    | Russ Feingold         | 28              | 3 stycznia 1993      | 3 stycznia 2011      | Partia Demokratyczna | Reelekcja w 2004 Przegrał wybory w 2010                        | |
| 18    | Ron Johnson           |                 | 3 stycznia 2011      | nadal                | Partia Republikańska | 29                                                             | Wybrany w 2010 |
| 18    | Ron Johnson           | 30              | 3 stycznia 2011      | nadal                | Partia Republikańska | Reelekcja w 2016                                               | |
| 18    | Ron Johnson           | 31              | 3 stycznia 2011      | nadal                | Partia Republikańska | Reelekcja w 2022                                               | |